# Liza Minnelli
Liza May Minnelli (Los Angeles  (Californië), 12 maart 1946) is een Amerikaans actrice en zangeres. Ze won een Oscar voor haar rol in de film Cabaret.

## Levensloop

### Vroege jaren
Liza Minnelli is de dochter van de uiterst populaire actrice Judy Garland uit haar tweede huwelijk met de filmregisseur Vincente Minnelli. Haar halfzus, dochter uit haar moeders derde huwelijk, is zangeres Lorna Luft. Minnelli's ouders scheidden toen ze vijf jaar oud was. Ze groeide letterlijk op in de showbusiness, aangezien haar ouders haar overal mee naar toe namen in hun hectische leven. Gedurende haar jeugd ging ze regelmatig op wereldtournee met haar moeder of was ze in de filmstudio met haar vader.
In 1949 maakte ze haar filmdebuut, in de laatste scène van In the Good Old Summertime, een musical met haar moeder en Van Johnson in de hoofdrollen. Ze was tijdens de opname van de scène nog geen twee jaar oud. Ze zou als kind nog regelmatig te zien zijn op de televisie.

### Carrière
In 1963 trad ze op in de off-Broadway musical Best Foot Forward. In 1964 trad ze op 18-jarige leeftijd samen met haar moeder op in het London Palladium, wat haar grote doorbraak naar het publiek betekende. Een jaar later speelde ze in Flora, the Red Menace, haar eerste samenwerking met John Kander en Fred Ebb. Ze kreeg hiervoor een Tony Award, de jongste actrice die deze prijs heeft mogen ontvangen.
In 1969 speelde ze in de film The Sterile Cuckoo, haar eerste hoofdrol in een film. Ze kreeg hiervoor haar eerste Oscarnominatie. In 1973 kreeg ze een Oscar voor Beste Actrice voor haar optreden als Sally Bowles in de filmmusical Cabaret van Bob Fosse. Ze maakte meerdere tv-specials, waarvan ze voor Liza with a Z uit 1972 een Emmy Award won. Minnelli was een regelmatige gast in de trendy discotheek Studio 54.
Haar filmcarrière kende na Cabaret weinig hoogtepunten. In 1977 speelde ze in de musical New York, New York van Martin Scorsese tegenover Robert De Niro. De film trok echter te weinig publiek en wordt als een flop beschouwd. De titelsong Theme from New York, New York, eerst gezongen door Minnelli, zou in de uitvoering van Frank Sinatra een grote hit worden. Haar grootste filmsucces na Cabaret haalde ze in 1981, naast Dudley Moore in de komedie Arthur.
Ze ging zich in latere jaren meer richten op toneeloptredens en haar zangcarrière. Scorsese regisseerde haar in 1977 opnieuw in de Broadway-musical The Act, waarvoor ze haar derde Tony Award zou krijgen. Ze trad ook onder andere op met Sinatra en Sammy Davis jr. In de jaren tachtig kreeg ze te kampen met drugsverslavingen en een zwakke gezondheid. Als gevolg daarvan moest ze verschillende operaties ondergaan, onder andere aan haar heupen en knieën, en heeft ze in afkickklinieken gezeten.

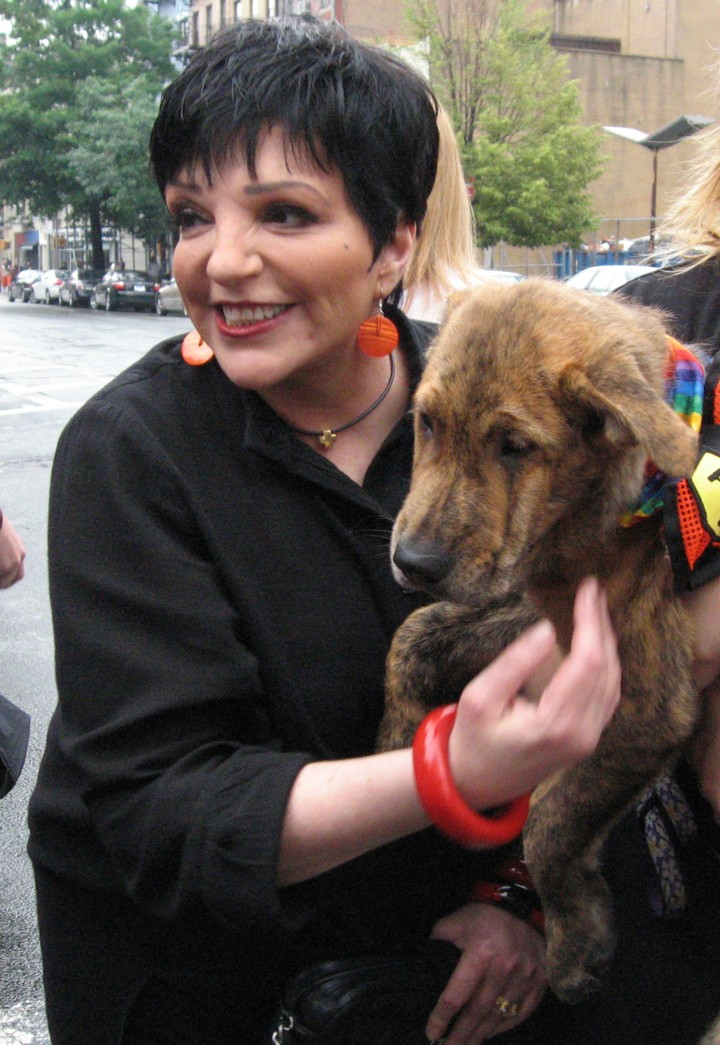
Liza Minnelli in 2006

In 1989 maakte Minnelli een uitstapje naar de popmuziek. Voor het album Results schakelde ze hulp van het Britse popduo Pet Shop Boys in. De eerste single, Losing My Mind, werd een internationale hit. Op het album staat ook een cover van Twist in My Sobriety, oorspronkelijk van Tanita Tikaram. Dit nummer is een duidelijke verwijzing naar verslavingen die Minnelli op dat moment achter de rug had.
In 2007 werkte Minnelli samen met de band My Chemical Romance, ze heeft een kleine rol in het liedje Mama.
In 2010 was Minnelli te zien in de film Sex & the city 2. Zij trouwt hierin een homopaar en treedt op met het nummer "Single ladies", oorspronkelijk uitgevoerd door Beyoncé.

### Huwelijken
Minnelli is vier keer getrouwd geweest, met zanger Peter Allen (3 maart 1967 - 24 juni 1974), filmproducent Jack Haley jr. (15 september 1974 - 1979), beeldhouwer Mark Gero (4 december 1979 - 1992) en concertpromotor David Gest (16 maart 2002 - 24 juli 2003). De huwelijken bleven kinderloos. Op haar huwelijk met Gest waren onder andere Michael Jackson en Elizabeth Taylor te gast. Ook zou ze relaties hebben gehad met o.a. Peter Sellers en Desi Arnaz jr.

## Prijzen
Minnelli is waarschijnlijk de enige Oscarwinnares van wie beide ouders ook Oscarwinnaars waren. Ze is ook een van de weinige personen met de Triple Crown of Acting (het winnen van de drie belangrijkste acteerprijzen: Tony (voor theater), Emmy (voor tv) en Oscar (voor film)) en een van de weinigen die de vier belangrijkste entertainmentprijzen gewonnen hebben, de zgn. EGOT-status: Emmy, Grammy, Oscar en Tony. Aan de andere kant is ze ook samen met Faye Dunaway, Sandra Bullock en Halle Berry een van de vier actrices die zowel de Oscar voor Beste Actrice als de Razzie voor Slechtste Actrice hebben gekregen. 
Hieronder volgt een lijst van de belangrijkste prijzen waar ze voor genomineerd is geweest (gewonnen prijzen zijn vetgedrukt).

### Academy Awards
- 1970 · Beste actrice (nominatie) - The Sterile Cuckoo
- 1973 · Beste actrice (gewonnen) - Cabaret

### Emmy Awards
- 1973 · Outstanding Single Program - Variety and Popular Music (gewonnen) - Liza with a 'Z'
- 1980 · Outstanding Variety or Music Program (nominatie) - Goldie and Liza Together
- 1993 · Outstanding Individual Performance in a Variety or Music Program (nominatie) - Liza Minnelli Live from Radio City Music Hall

### Golden Globes
- 1970 · Beste filmactrice, drama (nominatie) - The Sterile Cuckoo
- 1973 · Beste filmactrice, musical/comedy (gewonnen) - Cabaret
- 1976 · Beste filmactrice, musical/comedy (nominatie) - Lucky Lady
- 1978 · Beste filmactrice, musical/comedy (nominatie) - New York, New York
- 1982 · Beste filmactrice, comedy/musical (nominatie) - Arthur
- 1986 · Beste actrice in een miniserie of televisiefilm (gewonnen) - A Time to Live

### Razzie Awards
- 1989 - Slechtste actrice (gewonnen) - Arthur 2: On the Rocks en Rent-a-Cop

### Tony Awards
- 1965 · Beste actrice, musical (gewonnen) - Flora, The Red Menace
- 1974 · Speciale Tony Award (gewonnen)
- 1978 · Beste actrice, musical (gewonnen) - The Act
- 1984 · Beste actrice, musical (nominatie) - The Rink

### Grammy Awards
- 1990 · Grammy Legend Award (gewonnen)

## Discografie
- Best Foot Forward (Cadence, 1963) Original Cast Album
- Liza!, Liza! (Capitol, 1964)
- Flora, The Red Menace (RCA, 1965) Original Cast Album
- It Amazes Me (Capitol, 1965)
- Judy Garland And Liza Minnelli "Live At The London Palladium" (Capitol, 1965)
- There Is A Time (Capitol, 1966)
- The Dangerous Christmas Of Little Red Riding Hood (ABC, 1966) TV Cast Album
- Liza Minnelli (A&M, 1968)
- Come Saturday Morning (A&M, 1970)
- New Feelin' (A&M, 1972)
- Cabaret (ABC, 1972) Soundtrack
- Liza Minnelli Live At The Olympia In Paris (A&M, 1972)
- Liza With A "Z" (Columbia, 1972)
- Liza Minnelli (Columbia, 1973)
- Liza Minnelli Live At The Winter Garden (Columbia, 1974)
- Lucky Lady (Arista, 1975) Soundtrack
- Nina, A Matter Of Time (Oceania Records, 1976) Soundtrack
- New York, New York (United Artists, 1977) Soundtrack
- Tropical Nights (CBS, 1977)
- The Act (DRG, 1978) Original Cast Album
- Journey Back To Oz (Morton, 1980) Soundtrack
- Liza Minnelli Live At Carnegie Hall (Galtel, 1981)
- The Rink (Polydor, 1984) Original Cast Album
- Liza Minnelli 3 Weeks At Carnegie Hall (Telarc, 1987)
- Results (Epic, 1989)
- Stepping Out (Milan, 1991) Soundtrack
- Liza Live From Radio City Music Hall (Columbia, 1992)
- Minnelli.Aznavour, Paris - Palais Des Congres (EMI,1995)
- Minnelli On Minnelli, Live At The Palace (Columbia, 2000)
- Liza's Back! (J Records, 2002)

## Theater
- Our Town (European Tour, 1961)
- The Diary of Anne Frank (New York, 1961 / European Tour, 1962)
- Best Foot Forward (Off-Broadway, 1963)
- The Fantasticks (U.S. Tour, 1964)
- Carnival (U.S. Tour, 1964)
- Flora, The Red Menace (Broadway, 1965)
- Liza, At The Winter Garden (Broadway, 1974)
- Chicago (Broadway, 1975) Replacement for Gwen Verdon
- The Act (Broadway, 1977)
- The Owl And The Pussycat (Metropolitan Opera House, N.Y., 1978)
- Are You Now Or Have You Ever Been (Off-Broadway, 1979)
- The Owl And The Pussycat (Covent Garden, London, 1979)
- The Rink (Broadway, 1984)
- Victor, Victoria (Broadway, 1997) Replacement for Julie Andrews
- Minnelli On Minnelli (Broadway, 1999)
- Liza's Back! (Off-Broadway, 2002)

## Filmografie
- In the Good Old Summertime (1949)
- Journey Back to Oz (stem, 1962)
- Charlie Bubbles (1967)
- The Sterile Cuckoo (1969)
- Tell Me That You Love Me, Junie Moon (1970)
- Cabaret (1972)
- That's Entertainment (1974)
- Lucky Lady (1975)
- Nina, A Matter of Time (1976)
- Silent Movie (1976)
- New York, New York (1977)
- Arthur (1981)
- The Muppets Take Manhattan (1984)
- That's Dancing (1985)
- Rent-a-Cop (1987)
- Arthur 2: On the Rocks (1988)
- Stepping Out (1991)
- The OH in Ohio (2006)
- Sex and the City 2 (2010)

### Televisie (selectie)
- The Judy Garland Show (1963)
- The Judy Garland Christmas Show (1963)
- Judy And Liza At The Palladium (1964)
- Liza! (1970)
- Laugh In (1971)
- The Royal Variety Performance (1972)
- Liza With A "Z" (1972)
- Sammy And Company (1975)
- The Bell Tepephone Jubilee (1976)
- Life Goes To The Movies (1976)
- The Muppet Show (1979)
- Goldie And Liza Together (1980)
- Baryshnikov On broadway (1980)
- Faerie Tale Theatre: The Princess And The Pea (1984)
- A Time To Live (1985)
- Happy 100th Birthday Hollywood (1987)
- Sam Found Out: A Tripple Play (1988)
- Frank, Liza And Sammy: The Ultimate Event (1989)
- Freddie Mercury Tribute Concert (1992)
- Liza Minnelli Live From Radio City Music Hall (1993)
- Sondheim, A Cellebration At Carnegie Hall (1993)
- Parallel Lives (1994)
- West Side Waltz (1995)
- Jackie's Back! (1999)
- My Favorite Broadway, The Leading Ladies (1999)
- Michael Jackson: 30th Anniversary Celebration (2001)
- Dutch Musical Awards Gala, Ode Aan Liza Minelli (2003)
- Biography (2004)
- The Royal Variety Performance (2004)
- Arrested Development (2004)
- Inside The Actor's Studio (2006)